# Eleições municipais na Finlândia em 2012

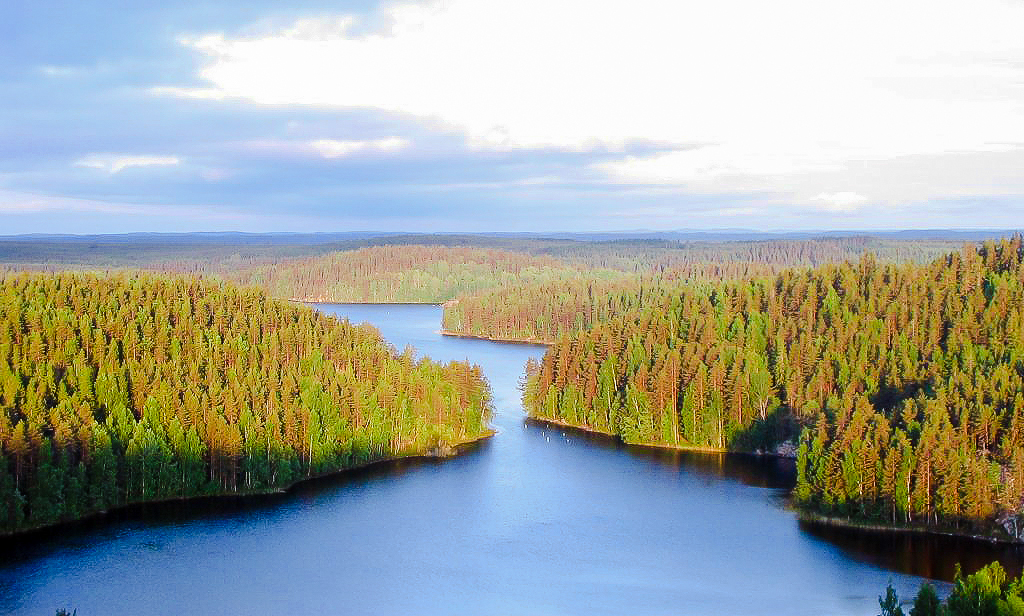
Paisagem finlandesa

Estas eleições começaram no domingo dia 28 de outubro de 2012.

O Partido da Coligação Nacional foi o vencedor destas eleições, seguido do Partido Social Democrata e do Partido do Centro.

O Partido dos Verdadeiros Finlandeses e o Partido Popular Sueco foram os únicos partidos que aumentaram, tendo todos os outros recuado.

O Partido do Centro foi o que ganhou o maior número de governos municipais no país. 

## Resultados Finais - Toda a Finlândia
Resultados preliminares à 1:40:27 de 29 de outubro de 2012.

| Partido                             | Nome finlandês/sueco                          | %    | Mandatos | +/-  |
| ----------------------------------- | --------------------------------------------- | ---- | -------- | ---- |
| Partido da Coligação Nacional       | Kansallinen Kokoomus                          | 21,9 | 1735     | -286 |
| Partido Social Democrata            | Suomen Sosialidemokraattinen Puolue           | 19,6 | 1729     | -337 |
| Partido do Centro                   | Suomen Keskusta                               | 18,7 | 3078     | -439 |
| Partido dos Verdadeiros Finlandeses | Perussuomalaiset                              | 12,3 | 1195     | +752 |
| Aliança dos Verdes                  | Vihreä Liitto                                 | 8,5  | 322      | -48  |
| Aliança de Esquerda                 | Vasemmistoliitto                              | 8    | 640      | -193 |
| Partido Popular Sueco               | Ruotsalainen kansanpuolue Svenska Folkpartiet | 4,7  | 480      | -30  |
| Partido Democrata-Cristão           | Kristillisdemokraatit                         | 3,7  | 299      | -52  |
| Mudança 2011                        | Muutos 2011                                   | 0,1  | 1        | +1   |
| Partido Comunista da Finlândia      | Suomen Kommunistinen Puolue                   | 0,4  | 9        | 0    |